# Trzy Rzeki
Trzy Rzeki (kaszub. Trzë Rzéczi) – część wsi Rąb w Polsce, położona w województwie pomorskim, w powiecie kartuskim, w gminie Przodkowo.
W latach 1975–1998 Trzy Rzeki administracyjnie należały do województwa gdańskiego.
Okolice Trzech Rzek są miejscem źródłowym Supiny.
Na terenie Trzech Rzek znajduje się stanowisko archeologiczne, datowane na wczesną epokę żelaza, wpisane do rejestru zabytków województwa Pomorskiego.